# Гебхард, Альберт

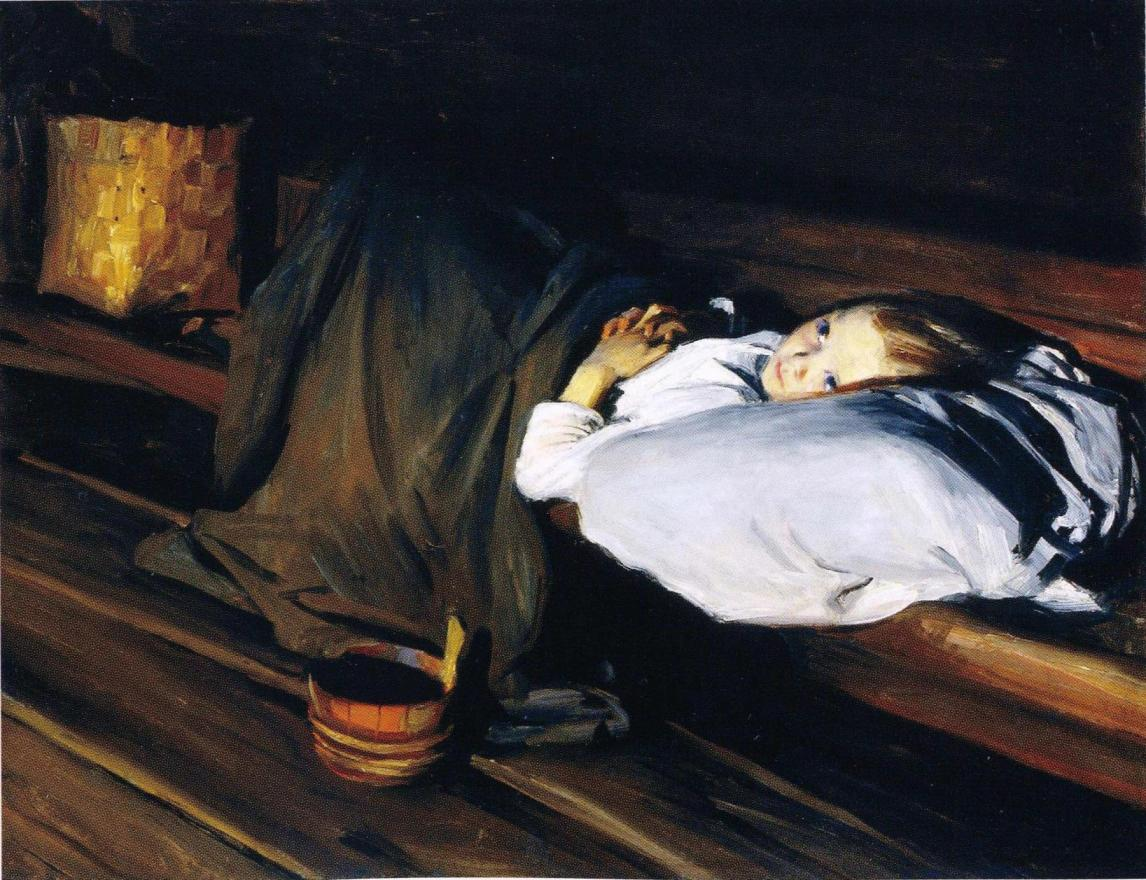
Сирота. 1895, Атенеум (Хельсинки)

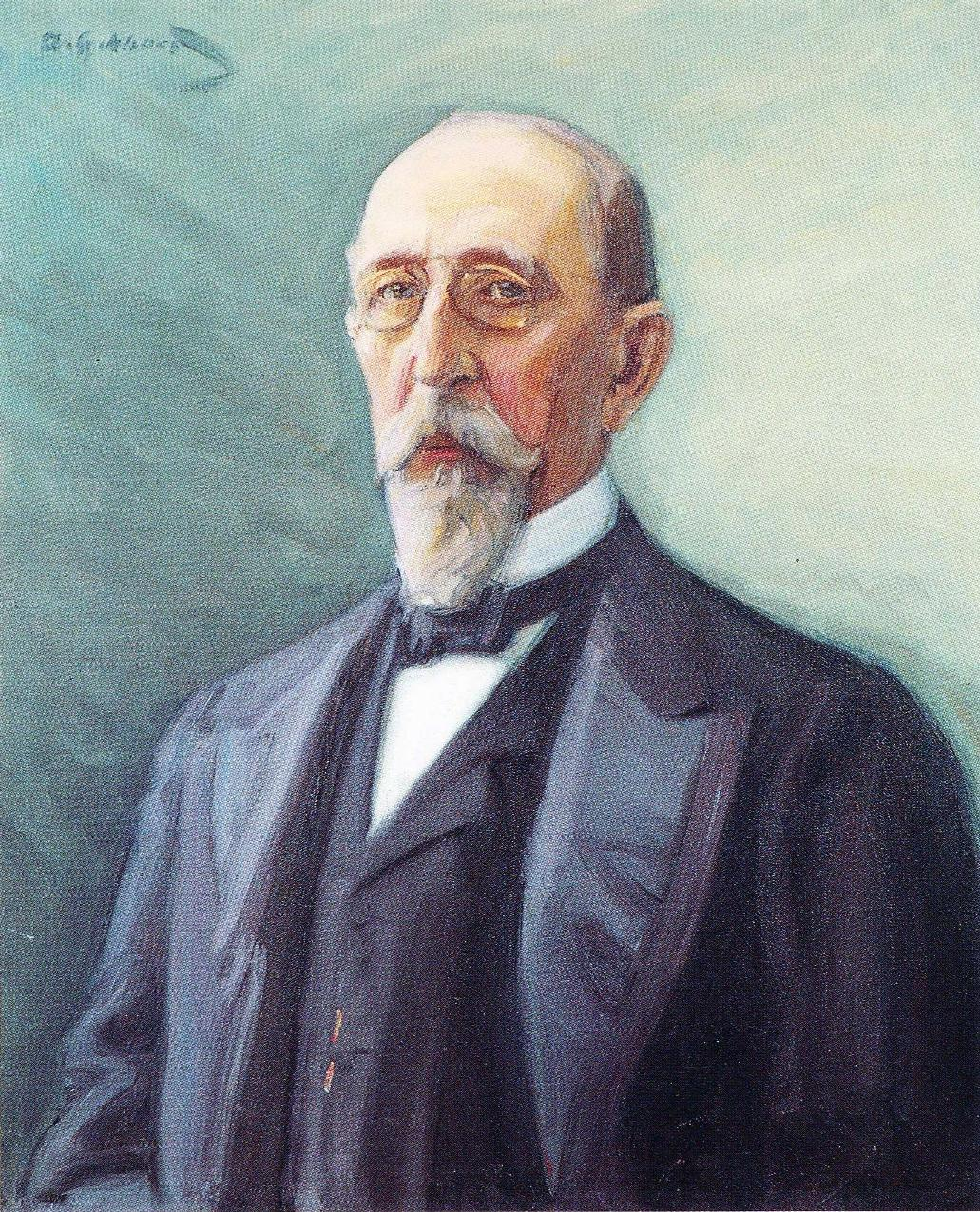
Портрет Леопольда Мехелина

Альберт Гебхард (фин. Albert Gebhard; 29 апреля 1869, Тохолампи, Великое княжество Финляндское Российской империи (ныне Центральная Остроботния, Финляндия) — 15 мая 1937, Хельсинки) — финский живописец, художник-портретист, иллюстратор, карикатурист, скульптор. Представитель золотого века финского искусства (1880—1910), оказавший большое влияние на повышение национального самосознания финского народа.

## Биография
Внук немецкого музыканта Иоганна Кристиана Гебхарда (1786—1852), обосновавшегося в Финляндии в 1820-е гг.; двоюродный брат Ханнеса Гебхарда.
В 1887—1889 годах обучался в Хельсинкской академии изящных искусств. Продолжил учёбу в Париже под руководством Фернана Кормона (1890—1891), затем в академии Жюлиана (1898). Затем в 1897—1898 годах в Италии во Флорентийской вольной школе Scuola Libera.
Участвовал в выставке русско-финских художников в Санкт-Петербурге в 1898 году. Работал учителем и директором школы рисования Финского художественного объединения в Хельсинки.
Под руководством А. Гебхарда в 1933 году была основана Финская ассоциация художников (ныне Grafia).

## Творчество

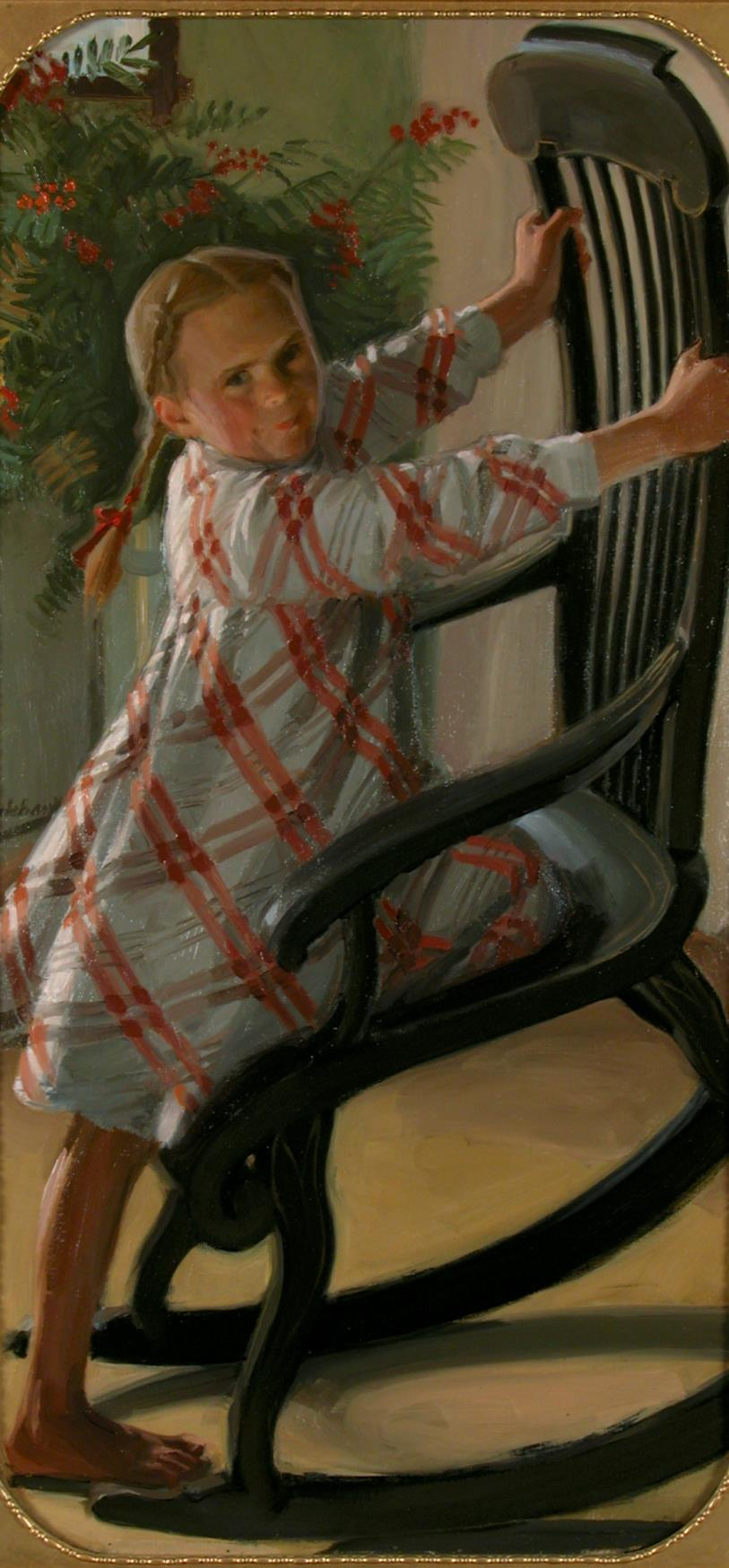
Портрет девочки

Художник-реалист. Автор многих портретов, пейзажей, газетной иллюстрации и карикатур. Создал несколько памятников (например, «Памятник жертвам войны за свободу». 1921 г. в Тохолампи).
Картины Гебхарда часто изображали жизнь простых людей.
Похоронен на кладбище Хиетаниеми в Хельсинки.

## Память
В 1963 году Финская ассоциация художников учредила медаль им. Альберта Гебхарда.